# عبد الوهاب الهاني

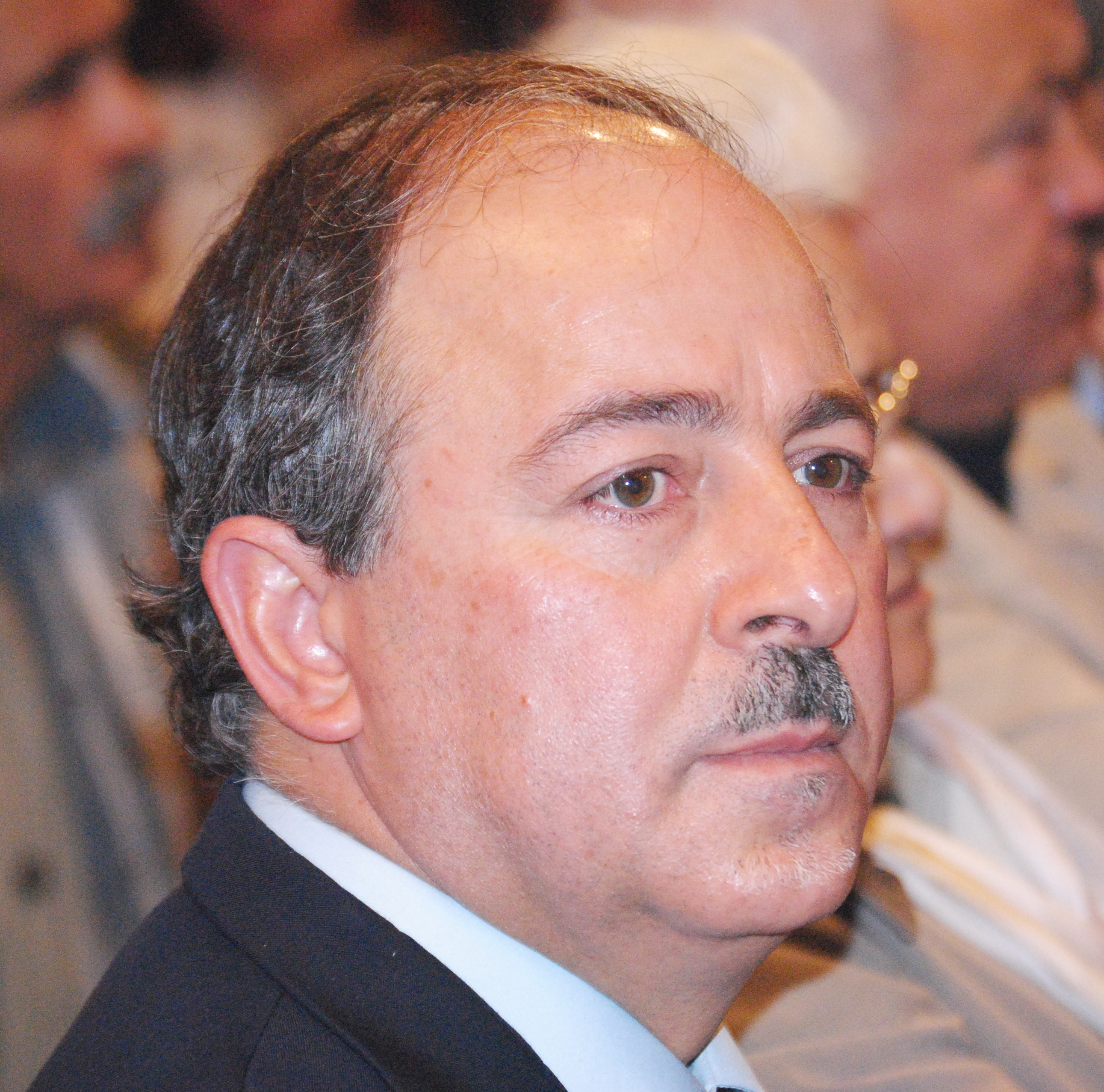
عبد الوهاب الهاني

عبد الوهاب الهاني (الحنشة، 18 جانفي 1965- ) ، هو سياسي وحقوقي تونسي.

## المناضل الطلابي
كان الهاني أواخر الثمانينات وبداية التسعينات أحد قياديي الاتحاد العام التونسي للطلبة الذي شغل خطة نائب الأمين العام فيه وانتمى إلى مكتبه التنفيذي الثاني والثالث وكان يمثل تيارا مستقلا أمام التيار الإسلامي المهيمن على الاتحاد. ادّت ملاحقة نظام بن علي لقيادي الاتحاد عام 1991 إلى لجوئه إلى المنفى في أوروبا.

## في المنفى
نشط الهاني في أوساط المعارضة التونسية في المهجر وانخرط في العمل الحقوقي في المنظمة العالمية لحقوق الإنسان والتنمية  وبعض الجمعيات الأخرى المعنية بالمنفيين التونسيين كما شغل المقعد الدائم للجنة العربية لحقوق الإنسان لدى الأمم المتحدة بجنيف، وفي 2001 ساهم في تأسيس المؤتمر من أجل الجمهورية إلا أنه لم يعمّر فيه. كان الهاني أحد المنتقدين اللاذعين لزين العابدين بن علي إلا أنه رحب بخطابه ليلة 13 جانفي 2011.

## رئيس حزب المجد
عاد الهاني إلى تونس في 22 جانفي 2011 وأسس صحبة شقيقه جمال الدين الهاني وخالد شوكات حزب المجد الذي اختير لقيادته. يركز الهاني في أطروحاته السياسية على المواطنة والديمقراطية ويعد من معأرضي الترويكا التي يتهمها باتباع سياسات فاشلة وبعدم الشفافية. يترأس والده العروسي الهاني «جمعية الفكر البورقيبي».
1. ↑  سيرة عبد الوهاب الهاني من موقع الانتخابات ميتر نسخة محفوظة 04 مارس 2016 على موقع واي باك مشين.
2. ↑  "عبد الوهاب الهاني لـ «الشروق»: شعبنا أعطى دروسا للجميع بما في ذلك النخبة"، جريدة الشروق في 13 فيفري 2013 [وصلة مكسورة] نسخة محفوظة 10 يناير 2015 على موقع واي باك مشين.
3. ↑  "عبد الوهاب الهاني: "لا شرعية قانونية لأعضاء الحكومة إن لم يُصرحوا بممتلكاتهم اليوم""، شمس أم في 12 أفريل 2013 نسخة محفوظة 19 مايو 2013 على موقع واي باك مشين.
4. ↑  "عبد الوهاب الهاني : أعضاء الحكومة مطالبون غدا بالتصريح عن ممتلكاتهم قبل اقالتهم قانونيا"، موزاييك أف أم في 13 أفريل 2013[وصلة مكسورة]